# Josep Maria Matamala i Alsina
Josep Maria Matamala i Alsina   (Girona, 15 d'agost de 1957) més conegut com a Jami Matamala, és un empresari i polític català. Membre de Convergència Democràtica de Catalunya des del 1976, va ser regidor a l'Ajuntament de Girona entre 1987 i 1995. Conegut per acompanyar el president Carles Puigdemont en el seu exili de Bèlgica, el 2019 va ser elegit senador per la demarcació de Girona, representant Junts per Catalunya.
Membre de la de família Matamala, fundadora de la llibreria Les Voltes, que va tenir un paper actiu en la lluita per la recuperació de la llengua catalana en els últims anys del franquisme, després de deixar la política municipal es va centrar en la seva vessant empresarial en l'empresa Incatis SL, d'organització de fires i esdeveniments gastronòmics, i també en l'empresa Stein de papereria i impressió.
La seva relació amb Carles Puigdemont es va originar als anys vuitanta quan aquest, aleshores periodista, va fer un article molt dur contra l'alcaldable de Girona per CiU a les eleccions municipals, Josep Arnau, en les llistes del qual també anava Matamala. Una trobada per discutir-ne va derivar en una molt profunda amistat.